# La Ferté-Loupière
La Ferté-Loupière ist eine französische Gemeinde mit 547 Einwohnern (Stand 1. Januar 2022) im Département Yonne in der Region Bourgogne-Franche-Comté; sie gehört zum Arrondissement Auxerre und zum Kanton Charny Orée de Puisaye. Der Ort liegt 27 Kilometer von Auxerre entfernt am Ufer des Flusses Vrin. Er ist bekannt für den Totentanz in der Kirche Saint-Germain.
Die Bewohner werden La-Fertois und La-Fertoises genannt.

## Kirche Saint-Germain
Die Kirche Saint-Germain mit einem Totentanz stammt aus dem 12. Jahrhundert.

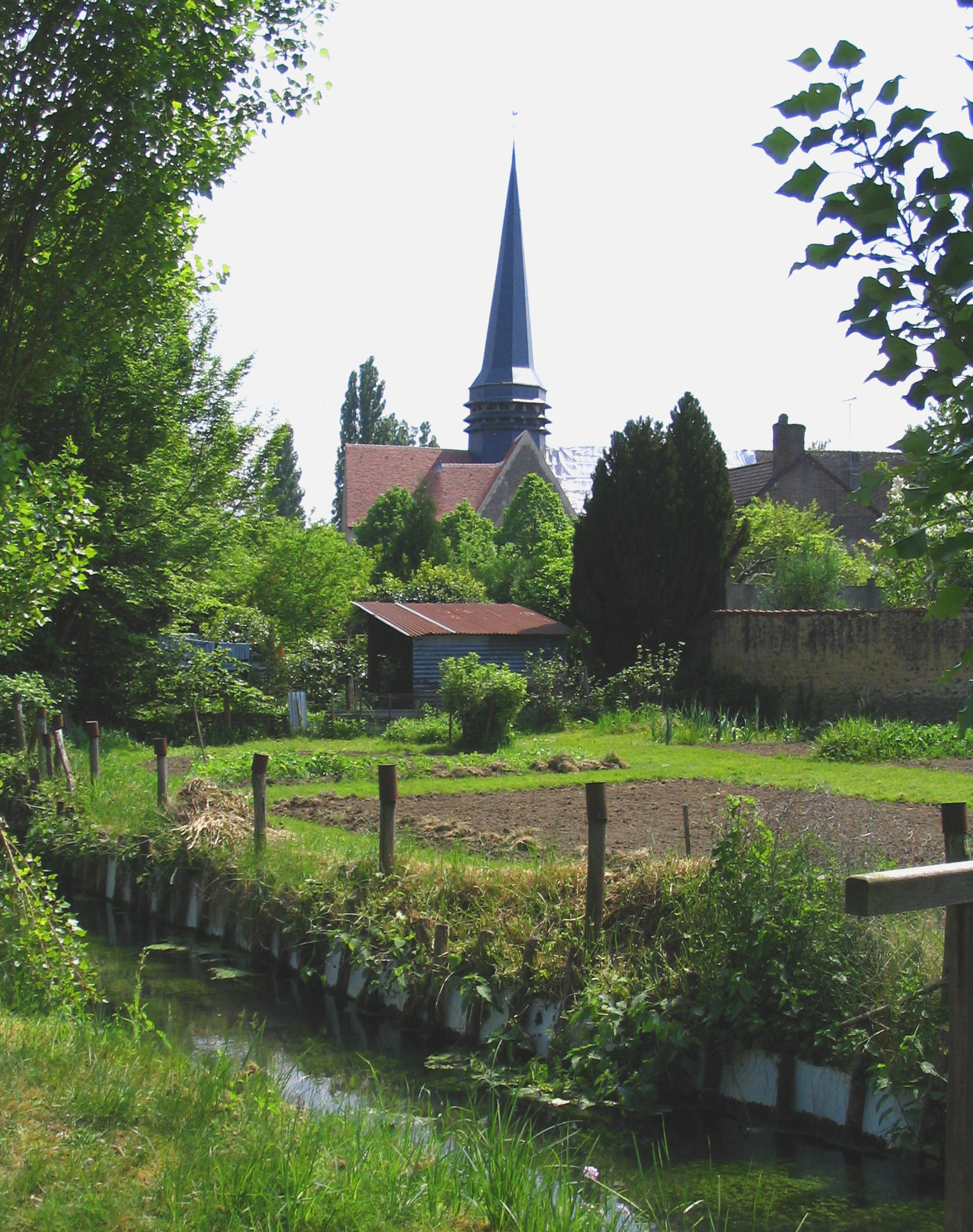
Kirche Saint-Germain
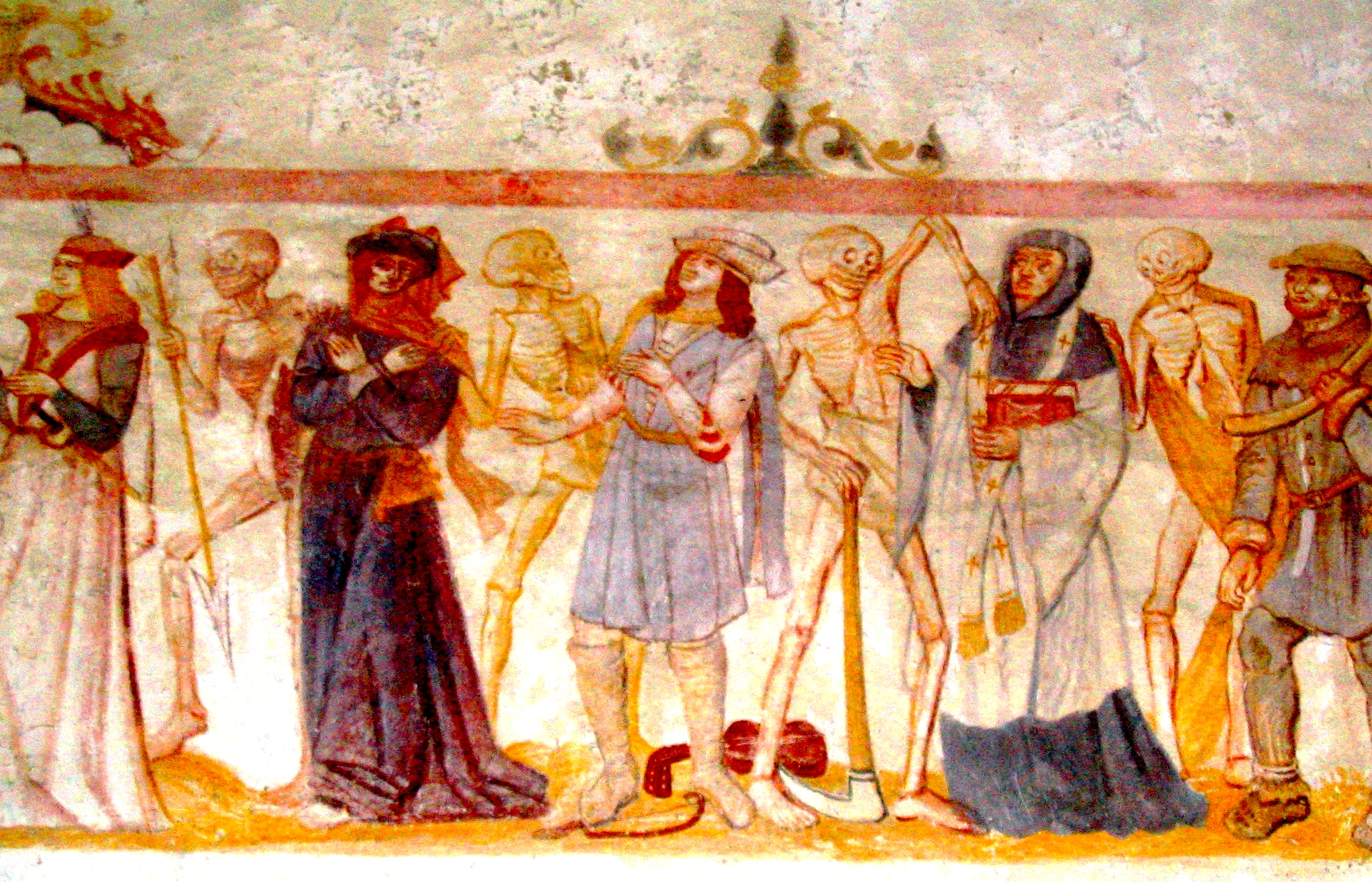
Ausschnitt aus dem Totentanz
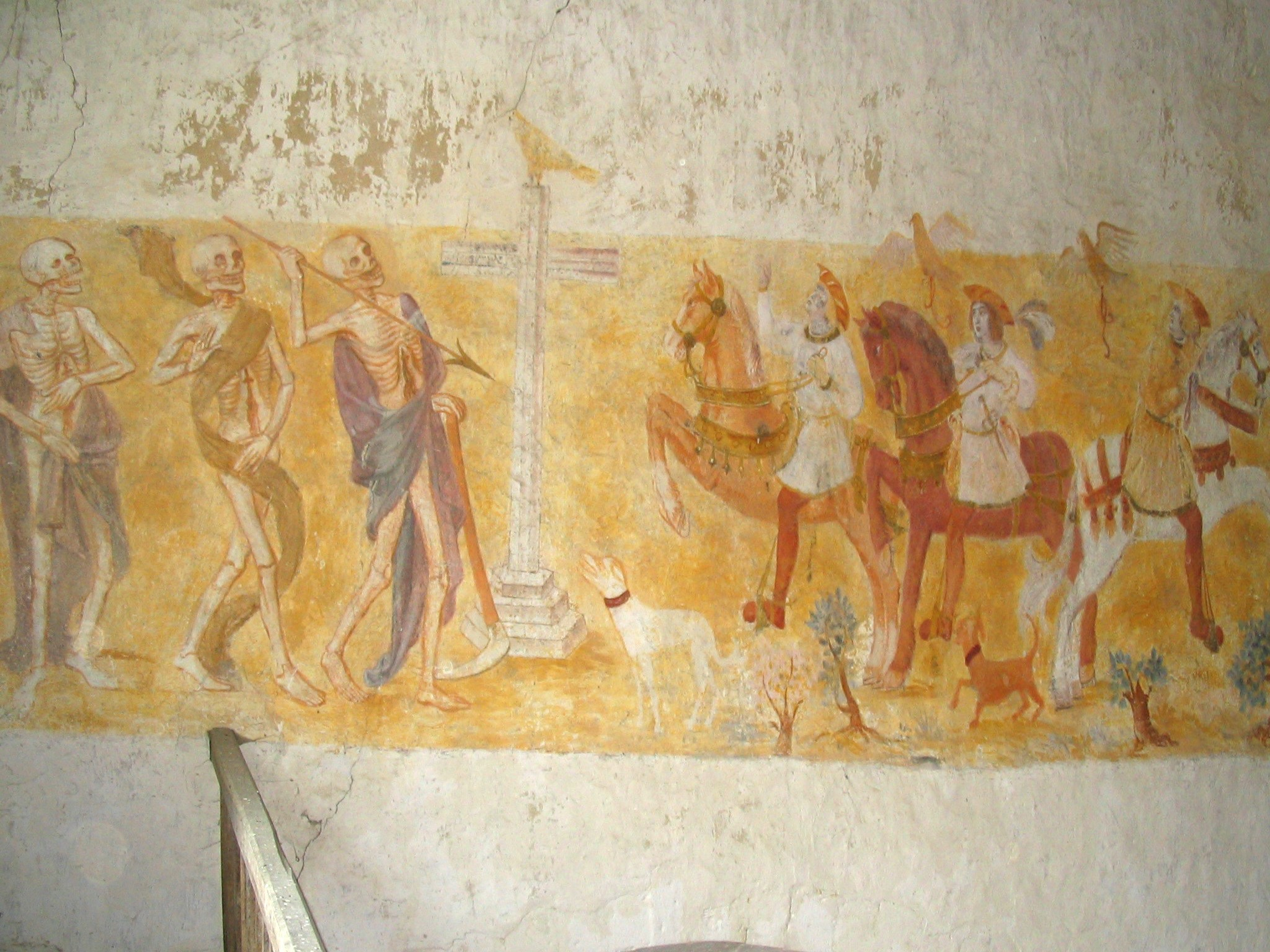
Die drei lebenden und die drei Toten Könige

## Bevölkerungsentwicklung
| 1962 | 1968 | 1975 | 1982 | 1990 | 1999 | 2010 | 2020 |
| ---- | ---- | ---- | ---- | ---- | ---- | ---- | ---- |
| 541  | 638  | 602  | 630  | 540  | 561  | 557  | 524  |